# IC 4355
IC 4355 — галактика типу Sa (спіральна галактика) у сузір'ї Гончі Пси.
Цей об'єкт міститься в оригінальній редакції індексного каталогу.